# Vodojem a přečerpávací stanice Vyhlídky
Dva vodojemy, přečerpávací a rozvodné stanice "Vyhlídky" a "Na Andělce" jsou umístěny ve valu mezi ulicemi Sibeliova a Nad Octárnou čp. 622/XVIII (dříve číslo 845/XVIII) v Praze 6 Praze 6-Střešovicích. Téměř celé století tvoří součást zásobovacího systému vodního hospodářství místní části Praha 6.  

## Historie a provoz
Dva vodojemy a dvě přečerpávací a rozvodné stanice navázaly na historický systém vodního hospodářství, založený již v druhé čtvrtině 16. století k zásobování Pražského hradu pitnou vodou.  

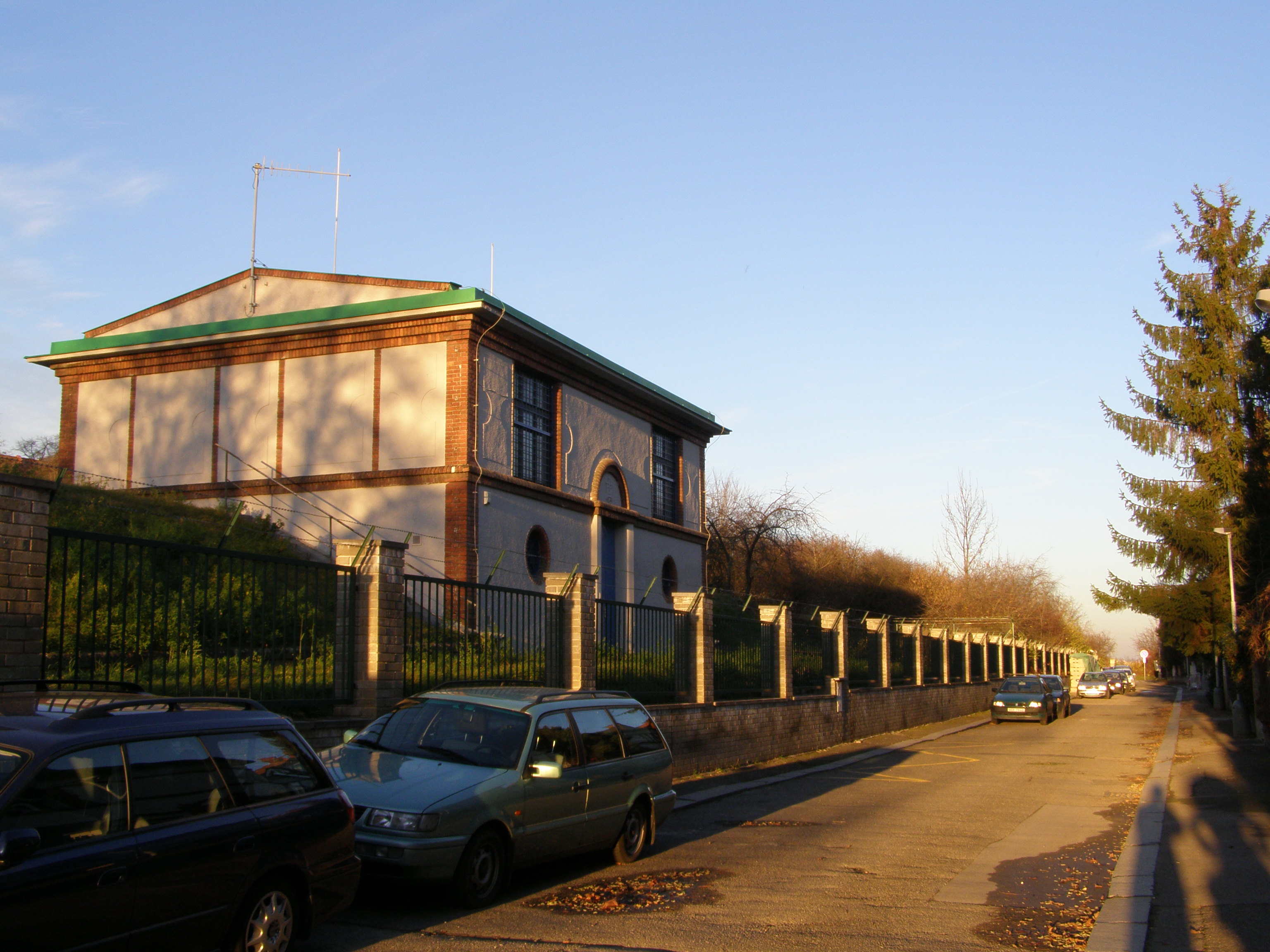
Staniční domek Nad octárnou, před opravou (2010)

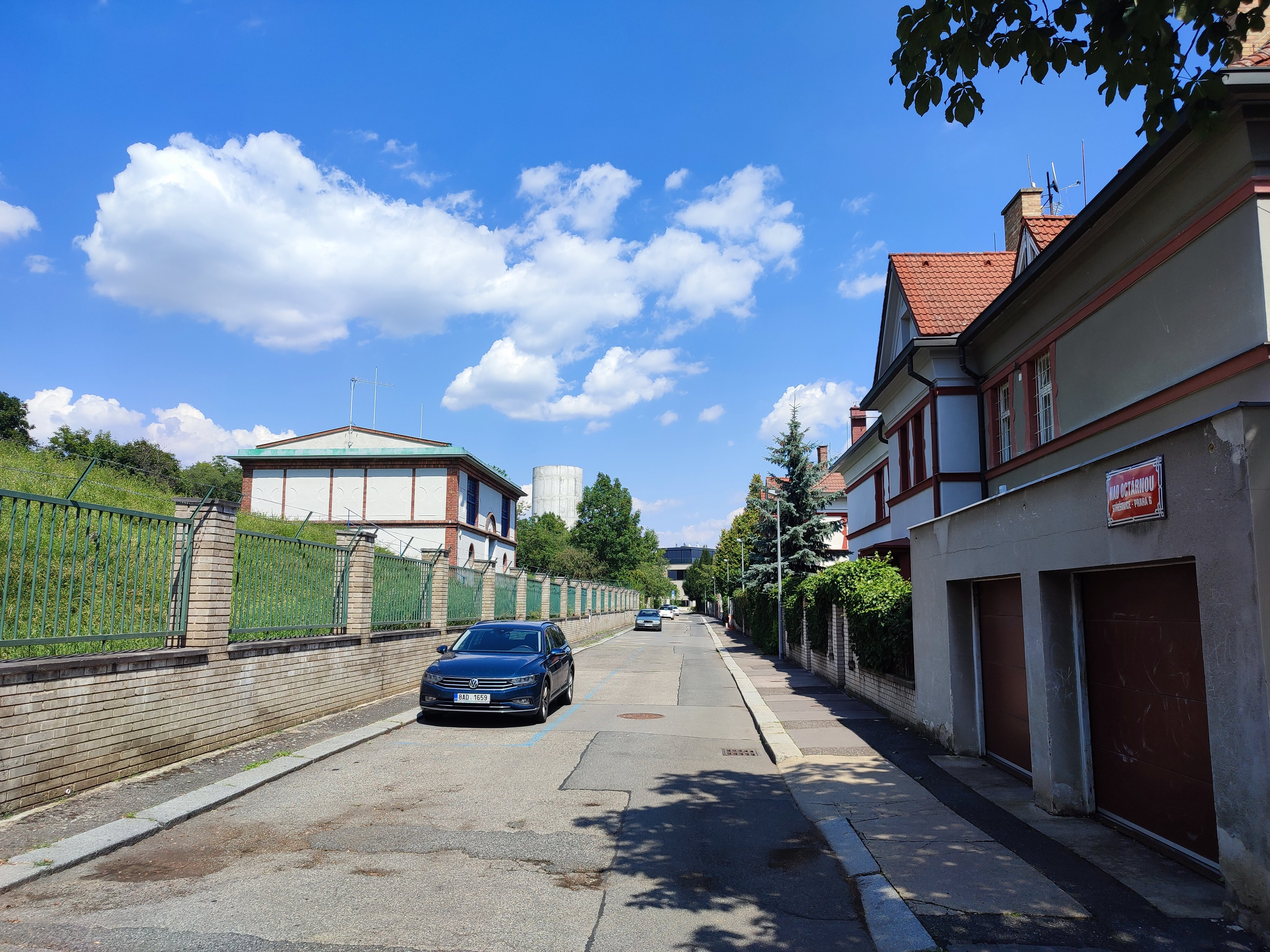
Oplocený val kryje vodojemy, staniční domek po opravě (2022)

Konstrukce vznikly v souvislosti s vybudováním nové vodárny Bruska kolem poloviny 20. let 20. století. Projektovala je Kancelář vodárenská hl. m. Prahy pod vedením ing. Klobouckého. V únoru 1923 začala firma Bedřicha Hlavy s výstavbou dvou vodojemů: do strmého svahu vestavěla dva dvoukomorové vyrovnávací vodojemy shodné žebrové železobetonové konstrukce, o téměř stejné velikosti, orientované klenbami na výšku. Budovu přečerpávací stanice nad nimi následně vystavěla firma Bohumila Bellady, kolaudace proběhla v roce 1929. Budova je třípodlažní a je uvnitř členěna na několik prostor: strojovnu na čtyřech železobetonových pilířích, schodišťový trakt, servisní prostory s dílnou, skladem a jeden byt obsluhy s kuchyní, jídelnou a pokojem.   
V 70. letech byly rekonstruovány elektrorozvody a vybudována nová trafostanice. Před rokem 2020 byly obnoveny fasády stanic a oplocení areálu. Oba původní vodojemy i rozvodné stanice jsou dosud plně funkční a v provozu. Areál není přístupný veřejnosti.  